# Porotos granados
Los porotos granados son un plato típico de la cocina campesina del centro-sur de Chile, el cual consiste en porotos (semillas de Phaseolus vulgaris) cocidos con mazamorra o alternativamente pilco (granos de choclo, el cual es la mazorca tierna de maíz), cebolla, zapallo, tomate y ajo. Suele ser acompañado con ensalada a la chilena y pebre.
Es un plato caliente y contundente que se consume habitualmente en verano, ya que tanto los "porotos granados" como el maíz dulce o choclero con el que se prepara, se cosechan al final de la primavera.[cita requerida]

## Etimología
El nombre de "porotos granados" proviene de la presentación o estado de madurez que tiene el capi (vaina) del poroto al momento de cosecharlo. Se le conoce como granado para diferenciarlo del "poroto verde" que es un estado de maduración muy temprano, cuando las semillas de porotos son casi impalpables desde el exterior del capi, a diferencia del "granado" en que sus semillas son fácilmente distinguibles, aún a simple vista.[cita requerida]